# Nankichi Niimi
Nankichi Niimi (新美 南吉, Niimi Nankichi), 30 juillet 1913 – 22 mars 1943, est un écrivain japonais.

## Biographie
Niimi naît à Yanabe, Handa préfecture d'Aichi le 30 juillet 1913. Il perd sa mère lorsqu'il n'a que 4 ans. Son talent littéraire est déjà perceptible à un âge précoce. Au cours de sa cérémonie de remise des diplômes de l'école primaire, il présente un haïku qui impressionne la plupart des personnes présentes à la cérémonie.
À 18 ans, Niimi s'installe à Tokyo pour entrer à l'Université des études étrangères. Il tombe malade de la tuberculose peu après avoir terminé et retourne dans sa ville natale. Il y travaille, d'abord comme professeur d'école primaire, puis comme professeur de lycée de femmes. Il meurt à 29 ans. Bien que n'étant pas prolifique, il montre un grand talent dans tous ses écrits. Ses œuvres sont connues pour leur précision dans leur représentations vivantes des êtres humains. Il est aussi souvent comparé à Kenji Miyazawa. Il existe un Musée mémorial Nankichi Niimi dans sa ville natale de Handa.

## Ouvrages

Niimi a peu publié dans sa courte vie, mais il a écrit 123 contes de fées, 57 romans / contes, 332 chansons pour enfants, 223 poèmes, 452 haïku 331 tanka, 14 pièces de théâtre et 17 essais. Ses histoires pour enfants sont lues dans toutes les écoles du Japon.
- Gongitsune - Gon le renard (japonais : ごんぎつね) : il s'agit de son œuvre la plus célèbre, qu'il a écrite alors qu'il n'avait que dix-sept ans. Cette histoire d'un renard orphelin qui meurt jeune est un peu en parallèle avec sa propre vie.
- Les Moufles du renardeau (japonais : 手袋を買いに)
- La Lampe de grand-père (japonais : おぢいさんのランプ), publié en 1942
- Le Village de Hananoki et les voleurs (japonais : 花のき村と盗人たち)
- Un conte de Ryōkan : Une balle et un enfant dans un bassin, publié en 1941
- Ushi wo tsunaida tsubaki no ki (L'arbre aux camélias auquel est attachée une vache)
- Mensonge (japonais : うそ)

## Source de la traduction
- (en) Cet article est partiellement ou en totalité issu de l’article de Wikipédia en anglais intitulé « Nankichi Niimi » (voir la liste des auteurs).
- Notices d'autorité :   - VIAF
  - ISNI
  - IdRef
  - LCCN
  - GND
  - Japon
  - CiNii
  - Pays-Bas
  - Israël
  - Tchéquie
  - Corée du Sud
  - WorldCat